# Xenodochium

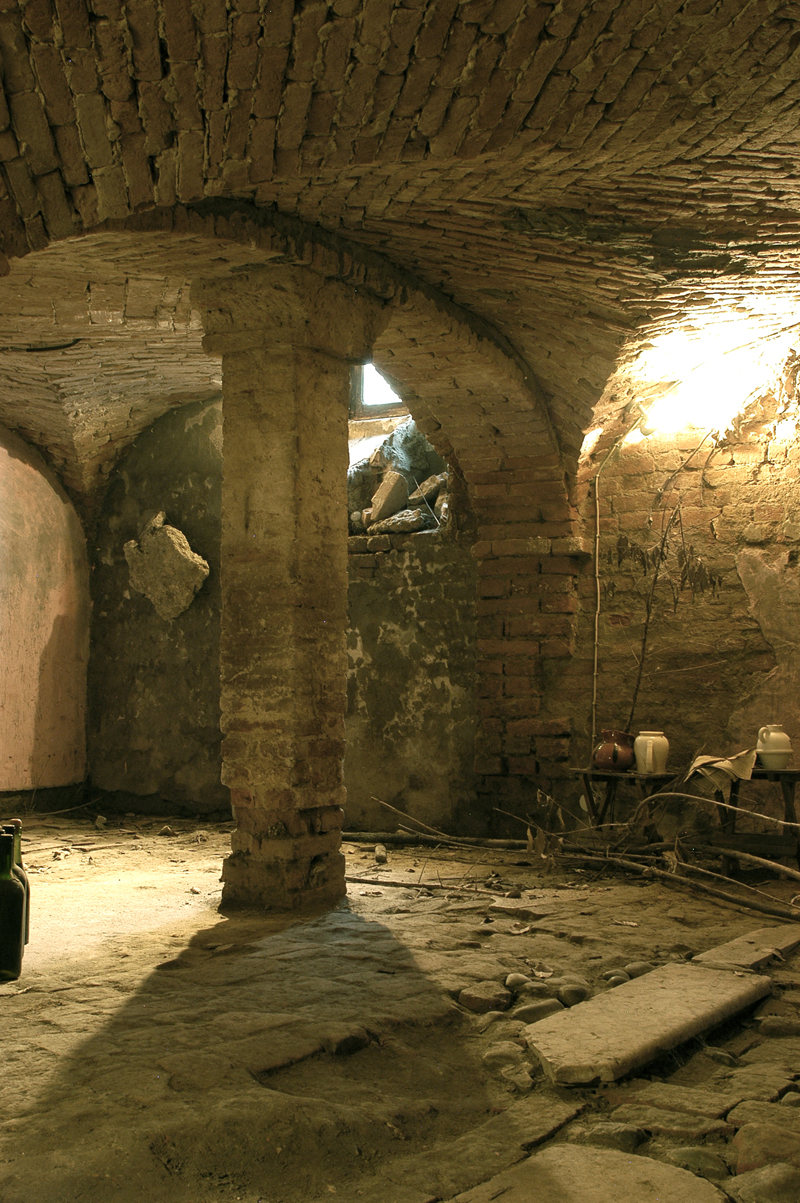
Xenodochium de Calendasco, Province de Plaisance, Italie

Un xenodochium (pluriel xenodochia ; du grec ancien : ξενοδοχεῖον / xenodokheîon, « lieu pour étrangers, auberge ») était une institution annexée à un monastère ou à la maison de l'évêque, et destinée à offrir asile et assistance aux étrangers en voyage, et particulièrement aux pèlerins, ainsi que le recommandait le canon LXXV du concile de Nicée.
On parlait aussi de nosodochomium pour les malades et de gerontocomium pour les vieillards.
Les xenodochia médiévaux tenaient à la fois de l'hostellerie pour l'accueil des pèlerins et autres voyageurs, de l'hospice pour les vieillards et les pauvres et de l'hospital pour les malades. 

## Exemples
- En France, le xenodochium de Lyon (545), fondé par le roi Childebert Ier (vers 497-558) et sa femme Ultrogothe[4], et le xenodochium d'Autun (vers 603), fondé par la reine Brunehaut (vers 547-613) avec l'aide de l'évêque d'Autun Syagrius et confirmé par des privilèges pontificaux délivrés par Grégoire le Grand[5], précédèrent la maison hospitalière, ultérieurement connue sous le nom d'Hôtel-Dieu, fondée en 651 par l'évêque de Paris Landericus dans l'île de la Cité.

- A Jérusalem, il existait au XIIe siècle une fondation des commerçants d'Amalfi qui comprenait un xenodochium pour les hommes, dédié à Sainte-Marie-Latine, et placé sous la responsabilité de frère Gérard et un autre pour les femmes, dédié à Sainte-Marie-Madeleine, sous la responsabilité d'une noble dame sœur Agnès[6]. Sans doute pour prendre ses distances avec les Amalfitains[7], Frère Gérard, entre 1070 et 1080, fait bâtir un nouveau xenodochion dédié dans un premier temps à Saint Jean l'Aumônier avant de l’être à Saint Jean-Baptiste[8]. Ce fut le lieu qui vit la naissance de la congrégation des Hospitaliers avant de devenir l'ordre de Saint-Jean de Jérusalem.

## Sources
- Alain Beltjens, Auux origines de l'ordre de Malte, De la fondation de l'Hôpital de Jérusalem à sa transformation en ordre militaire, Alain Beltjens éditeur, 1995
- Alain Beltjens, « Le récit d'une journée au grand hôpital de Saint-Jean de Jérusalem sous le règne des derniers rois latins ayant résidé à Jérusalem o le témoignage d'un clerc anonyme conservé dans le manuscrit Clm 4620 de Munich », Buletin de la Société de l'histoire et du patrimoine de l'ordre de Malte, 14 (2004)

- Alain Demurger, Les Hospitaliers, de Jérusalem à Rhodes, 1050-1317, Tallandier, 2013, 574 p.  (ISBN 979-10-210-0060-5)
- Bertrand Galimard Flavigny, Histoire de l'ordre de Malte, Perrin, Paris, 2006